# Unicron
Unicron is een personage uit de Transformers-franchise. Hij werd geïntroduceerd in de animatiefilm The Transformers: The Movie.
Unicron is een transformer zo groot als een kleine planeet. Hij zwerft door het universum waarbij hij hele planeten verslindt om zichzelf van energie te voorzien. Daarmee lijkt hij sterk op het Marvel Comics-personage Galactus.
Hoewel Unicron alleen werkt, wordt hij bij de speelgoedseries vaak ingedeeld bij de Decepticons.

## Transformers: Generation 1

### Animatie
Unicron maakte zijn debuut in de openingsscène van The Transformers: The Movie, waar meteen te zien was hoe hij een planeet verslond. Later in de film vond hij de lichamen van Megatron en enkele andere Decepticons en veranderde hen in sterkere krijgers zodat ze voor hem konden gaan werken. Unicron wilde hen gebruiken om de Autobot Matrix of Leadership te vernietigen, daar dit het enige was wat hem kon verslaan. Unicron kon zijn dienaren mentaal martelen om ervoor te zorgen dat ze hem trouw bleven. Megatron, nu veranderd in Galvatron, kreeg de Matrix in handen en dacht zo Unicron in zijn macht te kunnen krijgen. Dit mislukte en Galvatron werd door Unicron verslonden. Unicron zelf werd aan het eind van de film verslagen toen de Autobot Hot Rod de matrix bemachtigde, veranderde in Rodimus Prime en Unicrons lichaam van binnenuit opblies.
Unicrons lippen bewogen nooit als hij sprak. Naast zijn robotmodus kon hij ook veranderen in een metalen planeet.
Unicrons verhaallijn uit de film werd voortgezet in het derde seizoen van de originele animatieserie. Zo werd Unicrons hoofd geheractiveerd door de geest van de Decepticon Starscream. Ook werd in de animatieserie meer onthuld over Unicrons afkomst. Hij werd gemaakt kort na de schepping van het universum door een genie genaamd Primacron. Primacron wilde met Unicron het universum beroven van al het leven zodat hij kon doen wat hij wilde. Unicron keerde zich tegen zijn schepper.

### Marvel Comics
Deze onthulling over Unicrons oorsprong zorgde voor controversie bij veel fans. Een heel andere oorsprong van Unicron werd daarom bedacht door Marvel Comics. In de Marvel versie was Unicron een gevallen god die al bestond voor het Universum werd geschapen. Hij was van mening dat hij alleen vrede kon brengen in het hele universum door al het leven te vernietigen. Dit lukte, en Unicron schakelde zichzelf vervolgens uit. Het universum werd echter door de oerknal opnieuw gecreëerd. Hierbij ontstond ook Unicrons tegenpool: Primus.
Unicron en Primus bevochten elkaar lange tijd, en werden uiteindelijk beide veranderd in metalen asteroïden.

## Beast era
Hoewel de echte Unicron nooit verscheen in de serie Beast Wars, werd er nog wel over hem gesproken. Zo dook in deze serie de geest van Starscream weer op, die beweerde dat Unicron hem vernietigd had. Toen het buitenaardse ras genaamd de Vok communiceerde met de Maximalleider Optimus Primal, deden ze zich voor als Unicron.
Unicron speelde wel een grote rol in de twee Japanse spin-offseries van Beast Wars: Beast Wars II en Beast Wars Neo. In deze series werd onthuld dat na Unicrons’ vernietiging in de animatiefilm, de energie die hem leven gaf werd overgeplaatst naar de planeet Gaia (een toekomstige versie van de Aarde). Unicron probeerde zichzelf te herstellen, maar werd verslagen door de Maximal commandant Big Convoy.

## Unicron Trilogie
Unicron was een vast personage in de series Transformers: Armada, Transformers: Energon en Transformers: Cybertron, die gezamenlijk bekendstonden als de Unicron Trilogie.
Deze versie van Unicron verslond planeten niet in zijn geheel, maar vernietigde ze eerst om vervolgens de brokstukken te verslinden.

### Animatieseries
Unicrons oorsprong was onbekend in de trilogie. In elk geval bestond hij al miljoenen jaren. Zijn kracht kwam van alle haat en duisternis in het universum. Hij werd ooit verslagen door de Autobotkrijger Omega Supreme. Verzwakt en gewond vermomde Unicron zich als een van de manen van de planeet Cybertron. Hij creëerde een ras van mini-robots genaamd de mini-cons. Zijn plan was om de mini-cons te gebruiken om de Autobots en Decepticons aan te zetten tot een oorlog. Deze oorlog zou Unicron zijn oude kracht teruggeven. De Mini-cons ontwikkelden door een bezoekje van drie mensen uit de 21e eeuw een eigen wil, en vluchtten weg van Cybertron.
Miljoenen jaren later ontwaakten de Mini-Cons op Aarde en de oorlog laaide weer op. Tegen het einde van Transformers: Armada kwam de waarheid over de Mini-Cons aan het licht en ontwaakte Unicron weer. De Decepticons en Autobots spanden tegen hem samen. Uiteindelijk was het Galvatron die Unicron stopte door zichzelf op te offeren en zo de cirkel van haat die Unicron zijn kracht gaf te doorbreken.
Unicrons lichaam bleef echter bestaan, en werd gevonden door een wezen genaamd Alpha Q. Hij gebruikte Unicrons lichaam om energon te verzamelen en zo alle werelden die Unicron in het verleden had verwoest opnieuw te creëren. De energon deed echter ook Megatron/Galvatron weer ontwaken, en hij nam bezit van Unicrons lichaam. Uiteindelijk slaagde Alpha Q’s plan, en werd Unicrons hoofd een kunstmatige zon voor de nieuwe planeten die Alpha had gemaakt. Megatron ondernam echter nog een poging om Unicron weer tot leven te brengen. Ditmaal was hij succesvol, maar Unicron was te sterk en Megatron werd door hem bezeten. Daar hij niet door het leven wilde gaan als Unicrons slaaf, offerde Megatron zich uiteindelijk weer op en gooide zichzelf en Unicrons vonk in de kunstmatige zon.
Deze laatste daad van Megatron veroorzaakte echter een zwart gat dat het hele universum bedreigde. Ook bleek dat de vernietiging van Unicron de balans tussen goed en kwaad had verstoord. Megatron wist zichzelf uit de zon te bevrijden. Hij had Unicrons energie geabsorbeerd om zichzelf een nieuw lichaam te geven.

### Dreamwave Producties
In de stripversie van Transformers: Armada had Unicron een andere oorsprong. In de strips werd zijn komst aangekondigd door een Optimus Prime uit een parallel universum. Deze versie van Unicron verslond hele universums in plaats van enkel planeten.
De Unicron uit de strips was niet de schepper van de Mini-Cons. In plaats daarvan had hij zijn eigen leger van Transformers, die allemaal gebaseerd waren op transformers uit de originele televisieserie. Unicron werd vernietigd door de Mini-Cons met behulp van de Mini-Con Matrix.
Daar de Dreamwave-stripseries vroegtijdig werden stopgezet, werd deze verhaallijn nooit afgemaakt.